# Thomas Brackvogel
Thomas Brackvogel (* 17. Dezember 1954 in Dortmund) war vom 2. April 2007 bis 31. Dezember 2019 Geschäftsführer der Neue Pressegesellschaft mbH & Co KG in Ulm, des Verlags der Südwest Presse.

## Leben
Thomas Backvogel studierte Philosophie und Germanistik an der Universität Göttingen. 1985 war er Umbruch-/Lokalredakteur bei der Goslarschen Zeitung und 1987 Korrespondent  beim Deutschen Depeschendienst, zunächst in Bonn, 1989 in Ost-Berlin. Im Jahr 1990 stieg er in die Verlagsgruppe Georg von Holtzbrinck als Nachrichten- und Politikchef beim Berliner Tagesspiegel ein.
Brackvogel arbeitete ab 1997 als Redaktionsdirektor und stellvertretender Chefredakteur der Wochenzeitung Die Zeit. 2001 wurde er Managing Editor und 2002 Geschäftsführer der Printausgabe und der Zeit Online GmbH. Ab dem 1. September 2002 war Brackvogel Geschäftsführer beim Handelsblatt, ab dem 1. September 2004 wieder Geschäftsführer der Zeit sowie der Zeit Online GmbH und der Zeit Beteiligungs GmbH & Co. KG.
Zum Jahresende 2006 gab er die Geschäftsführung des Zeit-Verlags ab, infolgedessen Rainer Esser alleiniger Geschäftsführer blieb. Vom 1. Januar 2007 bis 31. März 2007 war er Leiter der Hochschulkooperationen in der Holding der Verlagsgruppe Georg von Holtzbrinck, welcher zum Zeit-Verlag gehörte. Backvogel verließ die Holtzbrinck Verlagsgruppe Ende März 2007. Am 2. April 2007 wurde er Geschäftsführer der Neue Pressegesellschaft, die unter anderem die Südwest Presse, Märkische Oderzeitung und Lausitzer Rundschau herausgibt.